# Albatros L 77
L'Albatros L 77 fu un aereo da ricognizione e da caccia, monomotore, biposto e biplano, sviluppato dall'azienda aeronautica tedesca Albatros Flugzeugwerke GmbH nei tardi anni venti e l'inizio degli anni trenta.

## Storia del progetto
Nei primi anni venti, al fine di aggirare le limitazioni all'aviazione militare e civile imposte alla Repubblica di Weimar dal Trattato di Versailles, venne iniziata una collaborazione con il costituendo governo dell'Unione Sovietica che prevedeva la realizzazione di stabilimenti nel loro territorio. Gli accordi in seguito, nel 1928, permisero al personale militare del Reichswehr di poter fondare una scuola di volo clandestina per la formazione dei propri piloti presso le strutture dell'aeroporto di Lipeck, dove si testavano anche i nuovi velivoli prodotti su richiesta del governo sovietico da assegnare ai reparti della propria aeronautica militare, la Voenno-vozdušnye sily (V-VL).
Questo permise al Reichswehrministerium, il ministero della difesa tedesco del periodo, di poter sviluppare segretamente i primi velivoli da combattimento emettendo a sua volta delle specifiche per la realizzazione dei modelli, costruiti illegalmente in territorio tedesco, che dovevano ricostituire la propria forza aerea. Un ulteriore passo venne compiuto dall'inizio del 1930, quando cessarono i corsi di formazione per piloti da ricognizione per istituire quelli per piloti da caccia costituendo la WIVUPAL (Wissenschaftliche Versuchs und Preussanstalt fuer Luftfahrzeuge) ed eliminando i vecchi modelli da ricognizione biposto per introdurre i nuovi caccia monoposto realizzati nel periodo.
Tra il 1928 ed il 1931 vennero provati circa una ventina di nuovi modelli realizzati dalla Arado Flugzeugwerke, gli SD H, SD III, SSD I, Ar 64 e Ar 65, dalla Junkers, il biposto K 47, dalla Dornier-Werke, il biposto Do 10, dalla Heinkel Flugzeugwerke, gli HD 37, HD 38, HD 45 e HD 46, e dalla Focke-Wulf con gli S 39 e A 40 da ricognizione.
In quest'ambito anche l'Albatros tentò di inserirsi nel mercato avviando nel corso del 1928 uno sviluppo del precedente L 76 Aeolus, anch'esso realizzato per ricoprire il ruolo di aereo da addestramento e ricognitore, proposto per un possibile aereo ad uso militare in vista di una futura riorganizzazione in tal senso dell'aeronautica tedesca.
Il nuovo modello, che assunse la designazione L 77 (o L 77v), manteneva l'impostazione generale dell'L 76 da cui derivava; venne ufficialmente presentato al pubblico come aereo da addestramento per la formazione di piloti civili, ma era predisposto per una sua facile conversione ad uso bellico.
Il prototipo, WerkNr. 10136, venne immatricolato dall'azienda tedesca come D-1546 nel gennaio 1929 e portato in volo per la prima volta nel corso dei giorni successivi ed i risultati incoraggianti determinarono la decisione di avviarne la produzione in piccola serie. Il secondo esemplare, WerkNr. 10137 e immatricolato D-1547, terminato anch'esso nel gennaio di quello stesso anno, durante le prove di volo nel marzo successivo rimase distrutto in un incidente, tuttavia la produzione di altri due esemplari non venne interrotta.
Due esemplari vennero inoltre costruiti su licenza dalla Ernst Heinkel Flugzeugwerke, WerkNr. 303 e 304, rispettivamente immatricolati D-1573 e D-1574 dall'Albatros.

## Tecnica
Simile al precedente L 76, l'L 77 ne conservava l'aspetto, monomotore biplano biposto e con carrello fisso, convenzionale per il periodo.
La fusoliera era realizzata in tecnica mista, con struttura in tubi d'acciaio saldati rivestita in tela trattata (altre fonti affermano rivestita con pannelli di compensato). e caratterizzata dall'adozione di abitacoli separati aperti in tandem, l'anteriore per il pilota ed il posteriore per il passeggero od istruttore, predisposto per l'adozione di una mitragliatrice brandeggiabile di difesa. Posteriormente terminava in un impennaggio classico monoderiva dai piani orizzontali controventati.
Le configurazione alare era biplano-sesquiplana, con le ali realizzate con struttura in legno rivestita in tela trattata (altre fonti affermano rivestita con pannelli di compensato), tra loro leggermente disassate, con quella inferiore spostata verso coda, e collegate tra loro da una coppia di montanti tubolari "ad N" integrati da tiranti in cavetto d'acciaio.
Il carrello d'atterraggio era fisso, dotato anteriormente di ruote di grandi dimensioni collegate tra loro da un elemento orizzontale ed integrato posteriormente da un pattino d'appoggio posizionato sotto la coda.
La propulsione era affidata ad un motore BMW VI 5,5, un 12 cilindri a V raffreddato a liquido in grado di erogare una potenza pari a 600 CV (440 kW), posizionato all'apice anteriore della fusoliera ed abbinato ad un'elica bipala in legno a passo fisso.

## Impiego operativo
I tre esemplari rimasti vennero inizialmente inviati a Lipeck dove vennero intensamente utilizzati per prove sugli armamenti aeronautici, compreso l'applicazione di un cannoncino aeronautico Oerlikon calibro 20 mm in posizione dorsale, fino al successivo dicembre.
In seguito vennero trasferiti al RDL ErprobungsStelle, reparto di studi basato a Staaken dove vennero utilizzati fino all'ottobre 1931, quindi radiati.
Nel dicembre 1936 il WerkNr. 10136 (D-1546) venne acquistato e trasferito all'estero.

## Utilizzatori
Germania
- Deutsche Verkehrsfliegerschule (DVS)